# Richmond, Quận Walworth, Wisconsin
Richmond là một thị trấn thuộc quận Walworth, tiểu bang Wisconsin, Hoa Kỳ. Năm 2010, dân số của thị trấn này là 1.815 người.